# Číčov
Číčov és un poble i municipi d'Eslovàquia que es troba a la regió de Nitra, al sud-oest del país. El 2022 tenia una població estimada de 1.224 habitants.

## Demografia
| Godina             | 1994 | 2004   | 2014   | 2024   |
| ------------------ | ---- | ------ | ------ | ------ |
| Nombre de persones | 1373 | 1359   | 1267   | 1186   |
| Diferència         |      | −1,01% | −6,76% | −6,39% |

| Godina             | 2023 | 2024   |
| ------------------ | ---- | ------ |
| Nombre de persones | 1192 | 1186   |
| Diferència         |      | −0,50% |